# کاران سونی
کاران سونی (انگلیسی: Karan Soni؛ زادهٔ ۸ ژانویهٔ ۱۹۸۹) بازیگر تلویزیون و بازیگر سینما اهل هند با تابعیت آمریکایی است. وی از سال ۲۰۱۰ میلادی تاکنون مشغول فعالیت بوده‌است. سونی همجنسگرا است. او با نویسنده و کارگردان روشن ستی رابطه دارد و با او فیلم ۷ روز را ساخت.
از فیلم‌ها یا برنامه‌های تلویزیونی که وی در آن نقش داشته‌است می‌توان به تماس، پزشکان قهرمان، مورمور، ددپول، شکارچیان روح، مهمانی کریسمس اداره، ددپول ۲، فروشگاه تک‌شاخ، بهتر است فرار کنیم، ددپول و ولورین، همیشه شاید من باش، افرادی که در عروسی از آن‌ها متنفریم و یک پسر هندی خوب اشاره کرد. 